# Mel Casson
Pour les articles homonymes, voir Casson (homonymie).
Mel Casson (né le 25 juillet 1920 à Boston et mort le 21 mai 2008) est un illustrateur et auteur de bande dessinée américain. Il a notamment travaillé sur La Tribu terrible de 1988 à sa mort.

## Biographie
Mel Casson naît le 25 juillet 1920 à Boston. En 1937, il commence à travailler pour le Saturday Evening Post. Rapidement il propose régulièrement des planches pour d'autres revues comme Esquire ou The New York Times. Durant la seconde guerre mondiale il est intégré à l'infanterie et il participe au débarquement. Il reste sur le champ de bataille jusqu'à la fin du conflit ce qui lui vaut de nombreuses décorations. Lors de la guerre de Corée, il est de nouveau incorporé. En 1948, de retour à la vie civile il dessine le strip Jeff Crockett qui est distribué de 1948 à 1952 par le Herald Tribune Syndicate. Jusqu'à sa mort il travaille à de nombreux strip dont La Tribu terrible qu'il reprend lorsque son créateur, Gordon Bess, le laisse. Mel Casson meurt le 21 mai 2008 à Westport.